# VETO (groupe)
Pour l’article homonyme, voir Veto.
VETO est un groupe de rock indépendant danois, originaire d'Århus. Formé en 2004, il se compose de Troels Abrahamsen, David Krogh Andersen, Mark Lee, Jens Skov Thomsen et Mads Hasager. VETO se fait connaître par l'EP I Will Not Listen (2005) qui a précédé leurs deux albums There's a Beat In All Machines (2006) et Crushing Digits (2008). En février 2007, VETO remporte deux récompenses musicales danoises.

## Biographie
Veto est formé en avril 2004 lorsque Troels Abrahamsen, David Krogh Andersen, Mark Lee, Jens Skov Thomsen et Mads Hasager se retrouvent ensemble. Troels Abrahamsen est originaire de Hobro et Mark Lee est d'Århus, tandis que les autres membres du groupe viennent de Hinnerup. Avant que Troels Abrahamsen entre dans le groupe, les trois autres avaient écrit et mis en ligne des chansons sous le nom de Fillip. Les chansons Burn On, Put Out Fire, Put Out Hope, TLWLAY et You You proviennent de quelques enregistrements de démo datant de 2004.
Le 27 février 2006, le Veto sort l'album There's a Beat In All Machines, qui est un mélange de musique rock et d'électronique,. Cet album aide le groupe à percer dans la musique électronique danoise, qui se concentrait sur les éléments rock plutôt que sur la pop et la techno. Les onze morceaux de l'album sont caractérisés par des morceaux de guitare légèrement déformée, de synthétiseurs et de grosses percussions. En 2007, VETO est récompensé dans la catégorie de nouveau groupe aux Danish Music Awards (DMA),.
Le 4 avril 2008, Veto joue à Ridehuset (Århus), avec des versions alternatives de Built to Fail, Unite, Spit It Out, Blackout et You Say Yes, I Say Yes. Le 5 mai 2008 sort leur nouvel EP, Crushing Digits – Appendices By James Braun. La même année sort leur deuxième album, simplement intitulé Crushing Digits. En 2009, ils sont nommés aux DMA dans la catégorie de « groupe danois de l'année ». En août 2009, VETO se produit au festival Rock en Seine.
Le 25 janvier 2011, VETO sort son troisième album, Everything Is Amplified. L'album continue dans le style électronique.

## Discographie

### Albums studio
- 2006 : There's a Beat in All Machines
- 2008 : Crushing Digits
- 2011 : Everything Is Amplified
- 2018 : "16 colors"

### EP
- 2005 : I Will Not Listen
- 2008 : Crushing Digits – Appendices By James Braun
- 2012 : Sinus
- 2012 : Sinus (Remix)
- 2013 : Point Break

### Singles
- 2004 : You Are a Knife
- 2007 : We Are Not Your Friends
- 2007 : Can You See Anything?
- 2008 : Built to Fail
- 2008 : Blackout
- 2009 : You Say Yes, I Say Yes
- 2011 : This Is Not
- 2011 : Spun
- 2011 : Am I Awake or Should I Wake Up
- 2011 : Four to the Floor
- 2013 : Battle